# Wolfram Eberhard
Wolfram Eberhard (Potsdam, 1909. március 17. – El Cerrito, 1989. augusztus 15.; kínai neve pinjin hangsúlyjelekkel: Ài Bóhuá; magyar népszerű: Aj Po-hua; hagyományos kínai: 艾博華; egyszerűsített kínai: 艾博华) német sinológus, szociológus, etnográfus.

## Élete és munkássága
Wolfram Eberhard 1927-ben a Berlini Egyetemen kezdte meg egyetemi tanulmányait, ahol a sinológia mellett szociológiát és filozófiát is tanult. Modern kínai nyelvet külön tanfolyamon, titokban tanult, mert egyetemi tanárai ezt akkoriban nem engedélyezték. 1929-ben diplomázott, majd 1933-ban szerzett doktori fokozatot Richard Thurnwaldnál.
1934-ben kötött házasságot Alide Römerrel, akivel együtt Kínába költözött. A Pekingi Egyetemen latint és németet tanított. Fiuk, Rainer is itt született.
1936-ban kinevezték a lipcsei Grassi Múzeum ázsiai részlegének kurátorává, de 1937-ben családjával együtt Törökországba emigrált. Az Ankarai Egyetemen kínai nyelvet tanított. Tizenegy éven át maradt az egyetemen és jelentős, úttörő szerepet játszott abban, hogy megindulhattak a török nyelvű kínai stúdiumok. Törökországi tartózkodása alatt behatóbban tanulmányzta a török folklórt is. 1938-ban, második fia, Anatol is itt született.
1948-ban elfogadta a Berkeley-i Egyetem felkérését, és családjával együtt áttelepült az Egyesült Államokba. 1976-ig volt az egyetem szociológia professzora. Később vendégprofesszorként megfordult  Frankfurt, Heidelberg, München, Berlin és Tajpej egyetemein is.
1985-ben újra megházasodott, felesége Irene Ohnesorge lett.
A kínai népmesekutatás kiváló szaktekintélye. Legismertebb műve a kínai szimbólumokról írt lexikonja (Lexikon chinesischer Symbole), amelyet több nyelvre is lefordítottak.

## Főbb művei
- Beiträge zur kosmologischen Spekulation der Chinesen der Han-Zeit. Augustin, Glückstadt, 1933
- Lexikon chinesischer Symbole. Die Bildsprache der Chinesen. Diederichs Gelbe Reihe. Hugendubel, Kreuzlingen, 2004, ISBN 3-89631-428-9
- Wolfram & Alide Eberhard: Geschichte Chinas von den Anfängen bis zur Gegenwart. Kröner, Stuttgart 1971, 3., erw. Auflage, 1980, ISBN 3-520-41303-5
- Wolfram Eberhard & Pertev Naili Boratav: Typen türkischer Volksmärchen. Steiner, Wiesbaden, 1953
- Chinesische Volksmärchen. Insel, Frankfurt, 1951
- Li Yü: Die vollkommene Frau. Das chinesische Schönheitsideal. Waage, Zürich, 1963
- Guilt and Sin in Traditional China. University of California Press, Berkeley/Los Angeles, 1967
- Über das Denken und Fühlen der Chinesen: Elfte Werner Heisenberg Vorlesung, gehalten in München-Nymphenburg am 21. Januar 1982. Carl Friedrich von Siemens-Stiftung, München, 1984